# San Martín de Porres (miniserie de televisión)

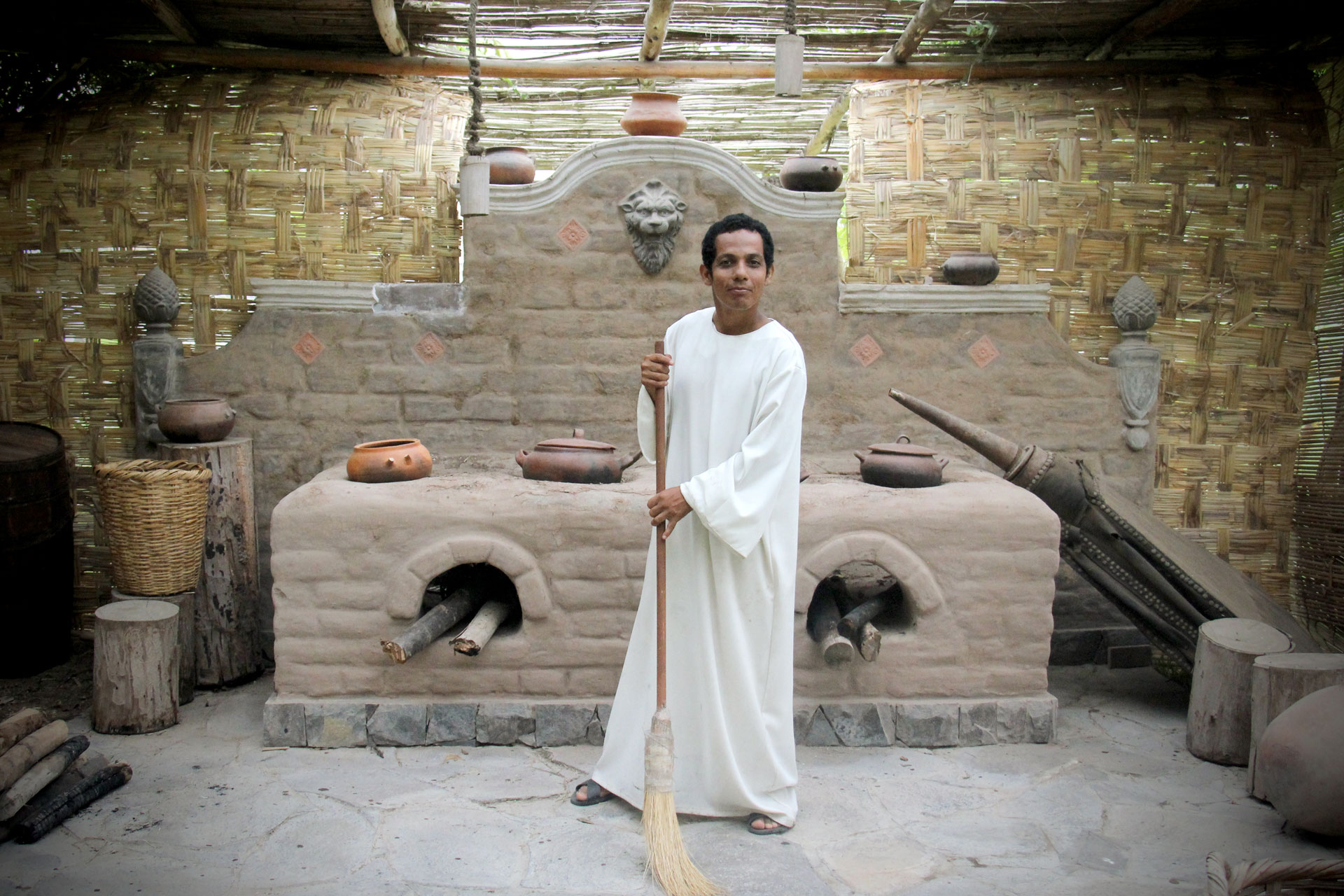
El actor Daniel Alberto Avalos caracterizando a San Martín de Porres. Lima, 2017.

La miniserie sobre la vida de San Martín de Porres (Juan Martín de Porres Velázquez, 1579-1639) fue realizada en la ciudad de Lima en el 2017. Es una coproducción de EWTN (Eternal Word Television Network) y la empresa peruana Azul Corporación. Consta de cuatro capítulos y forma parte de la Segunda Temporada de la “Serie de los Santos Peruanos”.
El guion cuenta la historia del santo desde la visión del proceso de beatificación y de su principal testigo, el joven español Juan Vásquez de Parra, quien vivió con Martín en el Convento de Santo Domingo en Lima. La obra busca mantener la fidelidad a los testimonios registrados en los documentos originales del proceso de beatificación y canonización que datan del siglo XVII, conservados en el Archivo Arzobispal de Lima.
Se filmó en los claustros de los conventos católicos más antiguos de la ciudad y en locaciones históricas. Fue realizada originalmente en español y luego doblada al inglés. la dirección estuvo a cargo del cineasta peruano-español Rubén Enzian Rodríguez. y el guion fue escrito por Rafael Sánchez Mena y Rubén Enzian.  hi

## Estreno
Se estrenó en noviembre del 2017 a través de las plataformas de la cadena EWTN (Eternal Word Television Network).

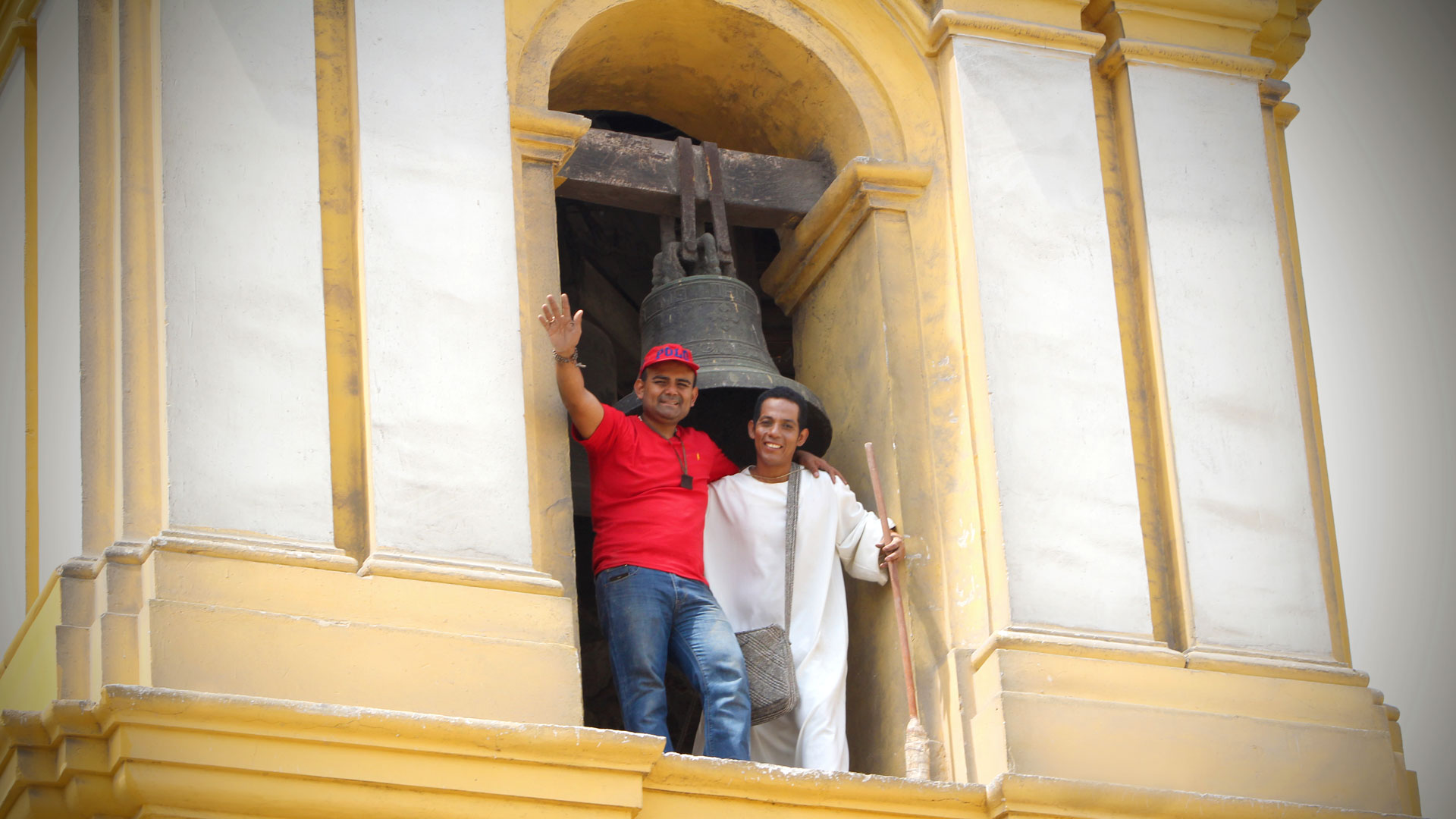
El director Rubén Enzian y el actor Daniel Alberto Ávalos durante la filmación de la miniserie San Martín de Porres. Lima, 2017.

## Capítulos
- Capítulo 1: “Juan Vásquez de Parra” (49:30)
- Capítulo 2: “La Aparición” (44:40)
- Capítulo 3: “Los Milagros Extraordinarios” (47:45)
- Capítulo 4: “Declaración Final” (45:50)

## Elenco
La miniserie cuenta con las actuaciones de Daniel Alberto Ávalos (San Martín de Porres), Claudio Calmet (Juan Vásquez de Parra), Sergio Bernasconi (Juan Vásquez de Parra niño), Ricardo Combi (Juan de Porres), Ana María Estrada (Doña Juana), César Gabrielli (Frayle Dominico), Luis Galli (Francisco Blanco), Ramón García (Prior), Willy Noriega (Fray Balcázar), Fernando Pasco (Fray Bartolomé), Patricio Villavicencio (Jaime Blanco) y Américo Zúñiga (Narrador), entre otros destacados actores.

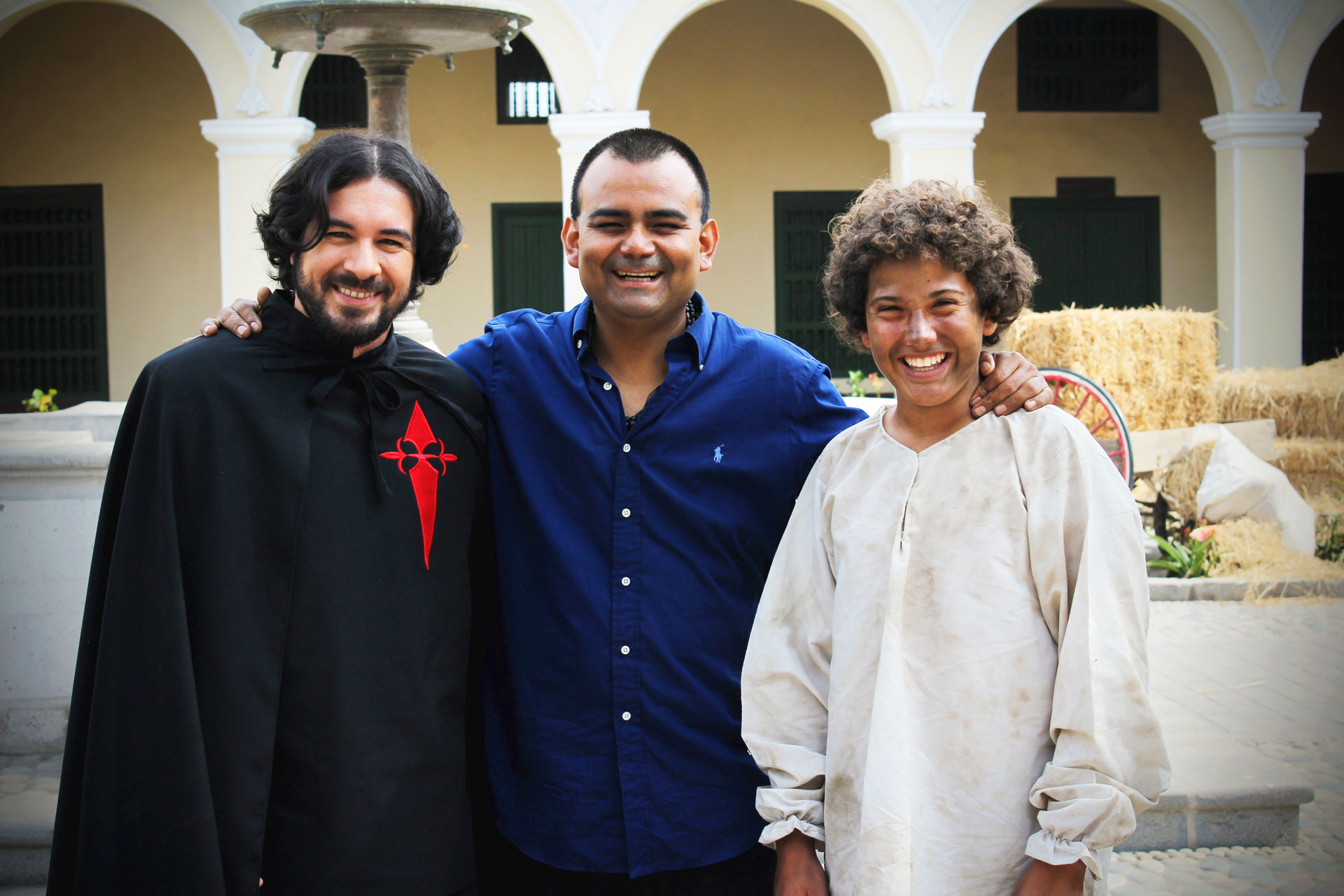
El actor Claudio Calmet, el director Rubén Enzian y el joven actor Sergio Bernasconi durante la filmación de la miniserie San Martín de Porres. Lima, 2017.